# 贵县
贵县，中国旧县名，今广西壮族自治区贵港市主城区。

## 明、清
明朝洪武二年，贵州降改为贵县，隶浔州府。清朝，仍属浔州府。通判駐木梓墟，宣統二年（1910年）廢。贵县考评：繁，難。

## 中华民国时期
中華民國二年（1913年），全国废府，7月，贵县隶属郁江道。次年6月，改隶苍梧道。民国十六年（1927年），贵县直属广西省。
民国十九年（1930年）3月，贵县属苍梧民团区。民国二十一年（1932年）4月，贵县改属梧州民团区。民国二十三年（1934）3月， 贵县改属梧州行政督察區。民国二十五年（1936年）7月，贵县属浔州行政监督区。民国二十九年（1940年）4月，贵县改属第五行政监督区。民国三十一年（1942年）3月，贵县改属第三行政督察区。民国三十六年（1947年）4月，贵县改属第九行政督察区。
1947年，中華民國內政部编撰的《中華民國行政區域簡表》中，贵县县域面积为5585.50平方公里，人口467436人，为1等县:84。

## 中华人民共和国时期
1949年10月广西战役开始后，南下的中国人民解放军迅速占领广西全省。12月3日，中国人民解放军粤桂边纵队8支队新23团2营，配合南下解放军在三里义渡河击溃国军1个营。之后，南下解放军直奔横县追歼敌军。效忠中華民國政府，在贵县县城的地方武装已逃离。新23团向县城进发，准备接管。此时，中国人民解放军第四十九军1个团已经占领南江据点，第四十五军1个团占领圩尾街三合村东湖公园的据点。3日晚上，新23团团长潘荻风带领两个营人马，秘密进入县城，控制警察局、自卫队总部及军事物资仓库。4日5时开始，潘荻风带领部下逐步攻占县府大院。看守县长办公处的自卫队投降。当日清晨，中共贵县工委书记、新23团政委梁寂溪率领部下入城，接管贵县县政府。9时30分，举行升旗仪式，宣告“贵县解放”。当天，成立贵县人民政府，梁寂溪任县长、梁绍金任副县长，不久增加韦布煜为副县长。新政府成立后，陆续接管旧政府遗留的各类产业。
1949年12月，新政府将贵县划入鬱林专区。1951年7月9日，贵县改归南宁专区。1952年8月11日，贵县改属宾阳专区。同年，贵县改属容县专区。1958年7月19日，贵县改属玉林专区。1971年，贵县改属玉林地区。贵县人民政府驻地在贵城镇县东街。
1988年12月27日，撤县设市，设立县级贵港市，市人民政府驻地是贵县人民政府所在的贵城镇，由玉林地区代管。1995年10月，设地级贵港市。原县级贵港市辖区分为港北区、港南区。港北区人民政府驻地在贵城镇县东街（原贵港县人民政府驻地）。2003年3月6日，港北区析分出覃塘区。